# 漢江路洞
漢江路洞（：／ Hangangro dong */?）是位於韓國首爾特別市龍山區的一个行政洞，位于該區中西部。

## 概况
漢江路洞的核心區域為三角地，是由首爾站、梨泰院和京釜線和京元線合圍起來的區域。在朝鮮日治時期該區域被稱為漢江通，轄區內擁有佔地面積最大的龍山基地。除此之外，該區域一度管轄有文培洞和新契洞，現在已劃歸元晓路1洞管轄。

## 下辖法定洞
- 汉江路1街
- 汉江路2街
- 汉江路3街
- 龙山洞3街
- 龙山洞5街

## 建筑
- 首爾漢江初等學校[4]
- 首爾龍山初等學校[5]
- 首爾南汀初等學校
- 龍山工業高等學校[6]

## 交通
- 首爾地鐵4號線新龍山站
- 京釜線南營站
- 三角地站
- 龍山站
- 漢江大橋